# 塔貝斯坦內辛村
塔貝斯坦內辛村（波斯語：تابستان نشين），是伊朗吉兰省阿姆拉什县中央區南阿姆拉什鄉的一个村。2006年人口普查顯示該村人口为267人，分佈在78个家庭中。